# Rodrigo Mancha
Rodrigo Mancha est un footballeur brésilien né le 16 juin 1986 à Curitiba. Il évolue au poste de milieu défensif.

## Biographie
Rodrigo Mancha joue plus de 100 matchs en première division brésilienne. Il joue également 29 matchs en première division japonaise, et trois matchs en Copa Sudamericana.

## Palmarès
- Champion du Brésil de D2 en 2007 avec Coritiba
- Vainqueur du Campeonato Paranaense en 2008 avec Coritiba
- Vainqueur du Campeonato Paulista en 2010 avec le Santos FC
- Vainqueur de la Copa do Nordeste en 2014 avec le Sport Recife